# 7800° Fahrenheit
7800° Fahrenheit è il secondo album in studio dei Bon Jovi, pubblicato nel 1985 dalla Mercury Records. Il nome del disco si rifà alla temperatura all'interno di un vulcano in eruzione e, inoltre, la sua copertina introdusse per la prima volta il classico logo del gruppo degli anni ottanta, che in seguito sarebbe stato utilizzato anche nei successivi Slippery When Wet e New Jersey.
Negli anni, la band ha sostanzialmente quasi dimenticato 7800° Fahrenheit, considerandolo un album non allo stesso livello qualitativo di quelli che avrebbe pubblicato negli anni successivi. A eccezione di alcune esibizioni estremamente rare della canzone Tokyo Road (tra l'altro avvenute solo in Giappone), infatti, nessuna canzone di tale disco è stata suonata dal vivo dai Bon Jovi per oltre venti anni. Tuttavia, durante il The Circle Tour del 2010, il gruppo è tornato a eseguire le canzoni di 7800° Fahrenheit, insieme anche a quelle del precedente disco Bon Jovi.
Da 7800° Fahrenheit furono estratti quattro singoli: Only Lonely, In and Out of Love, The Hardest Part Is the Night, e Silent Night.

## Genesi e contesto
Dopo la fine del Bon Jovi Tour, a Jon Bon Jovi e Richie Sambora furono concessi solamente quattro giorni di riposo per iniziare a comporre il secondo album in studio del gruppo, 7800° Fahreneheit. I due scrissero le canzoni del nuovo disco in sole tre settimane, aiutati anche da altri membri interni e non ai Bon Jovi. Si tratta dell'unico album del gruppo in cui viene accreditata la composizione di un brano al batterista Tico Torres, che è tra gli autori dell'ultima traccia Secret Dreams.
Il poco tempo messo a disposizione ai Bon Jovi per comporre 7800° Fahrenheit influì molto, e portò poi a decretare il disco un insuccesso sotto diversi punti di vista, rendendolo ancora oggi forse il punto debole dell'intera discografia dei Bon Jovi.
L'album è stato registrato presso gli studi Warehouse (Philadelphia, Pennsylvania) e, come il precedente disco Bon Jovi, fu prodotto da Tony Bongiovi, cugino di Jon Bon Jovi. Pare che durante le fasi registrazione, i cinque membri della band dormirono insieme in un appartamento composto da due camere da letto.

## Riscontro di critica e pubblico
| Recensione     | Giudizio |
| -------------- | -------- |
| Piero Scaruffi |          |
| All Music      |          |

7800° Fahrenheit fu accolto in maniera abbastanza tiepida sia da critica che pubblico, ma arrivò a vendere comunque circa 2.5 milioni di copie nel mondo - tuttavia, ancora oggi risulta l'album in studio meno venduto di tutti tra quelli pubblicati dai Bon Jovi. I primi due singoli estratti dal disco (Only Lonely e In and Out of Love) riuscirono a entrare nella Billboard Hot 100, ma entrambi non si piazzarono nella top 40, come era invece successo a Runaway del precedente album Bon Jovi. Il gruppo considera 7800° Fahrenheit il suo disco meno riuscito perlomeno riguardo alla prima parte della sua carriera, anche se va detto che negli anni successivi alla sua pubblicazione sarà molto rivalutato da parte del pubblico e della critica. Oggi, a distanza di trent'anni, l'album è considerato insieme al precedente un piccolo cult del pop-metal di quel periodo.

## Classifiche
| Classifica (1985) | Posizione massima |
| ----------------- | ----------------- |
| Australia         | 28                |
| Finlandia         | 6                 |
| Germania          | 40                |
| Giappone          | 5                 |
| Regno Unito       | 28                |
| Stati Uniti       | 37                |
| Svezia            | 10                |
| Svizzera          | 11                |
| Classifica (1987) | Posizione massima |
| Nuova Zelanda     | 48                |

### Classifiche di fine anno
| Classifica (1985) | Posizione |
| ----------------- | --------- |
| Stati Uniti       | 75        |
| Classifica (1987) | Posizione |
| Stati Uniti       | 72        |

## Tracce
1. In and Out of Love – 4:26
2. The Price of Love – 4:15
3. Only Lonely – 5:02
4. King of the Mountain – 3:54
5. Silent Night – 5:07
6. Tokyo Road – 5:42
7. The Hardest Part Is the Night – 4:25
8. Always Run to You – 5:00
9. (I Don't Wanna Fall) To the Fire – 4:27
10. Secret Dreams – 4:56

### CD Bonus dell'edizione speciale
Le seguenti canzoni sono state registrate dal vivo in Giappone durante il 7800º Fahrenheit Tour.
1. Tokyo Road
2. In and Out of Love
3. The Hardest part Is The Night
4. Always Run to You
5. Silent Night
6. The Price of Love
7. Only Lonely

## Formazione

### Bon Jovi
- Jon Bon Jovi - voce, chitarra, songwriting
- Richie Sambora - chitarra, cori, songwriting
- Alec John Such - basso
- David Bryan - tastiere, cori, songwriting
- Tico Torres - batteria, percussioni, songwriting

### Altro personale
- Lance Quinn - produzione
- Larry Alexander - ingegnere del suono
- Jim Salomone - programmazione
- Bill Scheniman - programmazione
- Tom Mandel - sintetizzatore
- Rick Valenti - cori
- Phil Hoffer - cori
- Bill Grabowski - songwriting

## Tour promozionale
Per promuovere l'album, il gruppo intraprese il 7800º Fahrenheit Tour, partito il 20 aprile 1985 dal Nakano Sunplaza di Tokyo, e conclusosi il 31 dicembre dello stesso anno alla San Diego Sports Arena di San Diego.